# 拱顶石

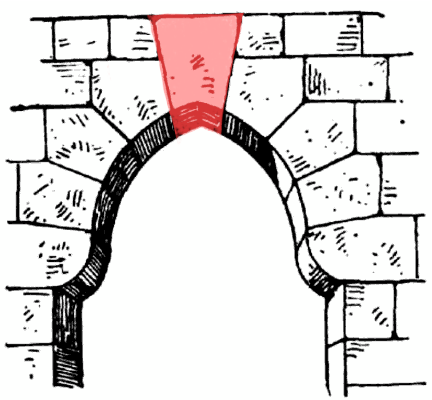
拱顶石（以红色显示）

拱顶石又稱拱心石（英語：Keystone），是指砖石拱顶最高點的楔形或者圆形石头。拱心石是施工过程中最后一块安放的石頭，能将所有的磚石固定在位置上，並使拱形結構或拱頂能夠承重。此外，拱心石經常會做得比結構需求更大塊，用於當作装饰。門扇、凹室和窗戶頂端中心經常會放置拱心石，形成一塊向上突出的橫石或門楣，象徵力量或表示為優良建築。
儘管拱頂必須等放上拱心石後才能自立，拱心石本身所承受的壓力卻是最小的，因為其位置位於頂端。老舊的拱心石可能因震動、風化等原因而受到侵蝕。